# Stasys Stonkus
Stanislovas Stonkus (29 de diciembre de 1931, Telšiai, Lituania - 19 de febrero de 2012) fue un jugador soviético de baloncesto. Consiguió cuatro medallas en competiciones internacionales con la selección de la Unión Soviética.